# Marta Kristen
Birgit Annalisa Rusanen, mais conhecida como Marta Kristen (Oslo, Noruega, 26 de fevereiro de 1945), é uma atriz norte-americana, famosa por seu papel de Judy Robinson no seriado Perdidos no Espaço (1965—1968).

## Biografia
Marta é filha de mãe finlandesa. Seu pai era um soldado alemão, morto na Segunda Guerra Mundial. Foi adotada em 1949 por um casal norte-americano de Detroit, que a rebatizou de Marta. Em 1959, eles se mudaram para Los Angeles, Califórnia, onde terminou o segundo grau.
Em 2 de novembro de 1963 casou com Oswald Gooden, de quem se divorciou em 9 de março de 1974.

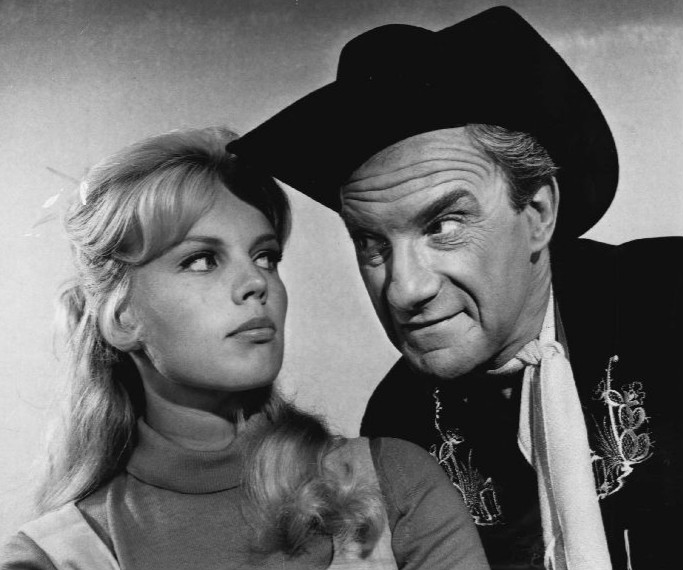
Contracenando com Jonathan Harris em Lost in Space

Apareceu no filme da Disney de 1963, Savage Sam, mas seu primeiro sucesso foi no papel de Lorelei no filme Beach Blanket Bingo (1965). Naquele mesmo ano, estrelou Perdidos no Espaço, e começou a fazer várias aparições especiais na televisão. Quando nasceu sua filha, em 1969, começou a fazer comerciais de TV; fez mais de 40.
Em 1998, participou do especial de TV Lost in Space Forever e fez uma aparição especial no filme Perdidos no Espaço.
Ela devotou parte de sua vida pessoal em descobrir suas origens, cuidar da filha Lora (ou Laura) e, agora, da neta Lena. Em 1967 tomou conhecimento do paradeiro de sua mãe biológica, Helmi Rusanen e de suas irmãs Margith, Sirpa e Paula. Numa viagem à Finlândia, em 1969, encontrou pessoalmente sua mãe biológica e a irmã mais velha, a quem não conhecia. Em 1997 descobriu um irmão que morava na Austrália.
Desde 1974 vive com seu segundo marido, Kevin Kane (informação de 2006), tendo se casado em 4 de maio.